# Finbar Furey

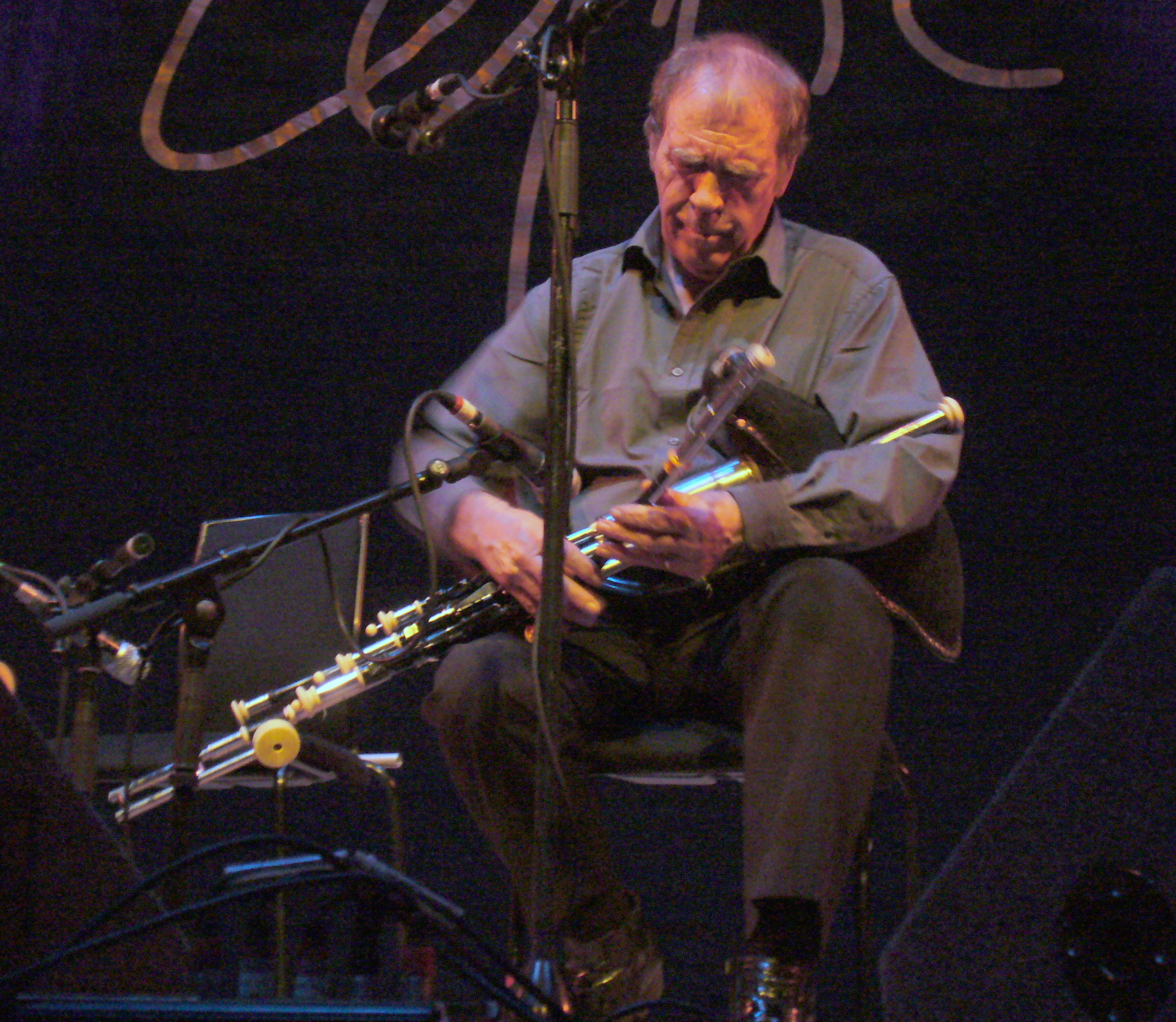
Finbar Furey in 2012

Finbar Furey (Dublin, 28 september 1946) is een bekende Ierse uilleann pipes speler.
Hij is geboren als kind van een travellersfamilie. Zijn vader Ted, paardenhandelaar van beroep, speelde viool en pipes en zijn moeder speelde melodeon (trekzak) en de vijfsnarige banjo. Finbar was jarenlang de lead-singer en uillean-pipesspeler van de The Fureys samen met zijn broers: Eddie Furey, Paul Furey en George Furey. In 1958 speelden Finbar en Eddie samen met hun vader in O'Donoghue's Bar in Dublin. In 1964 werd Finbar nummer één in het All-Ireland wereldkampioenschap voor uilleann pipes. In 1966 vertrokken Finbar en Eddie naar Schotland en speelden van daaruit in folkclubs en universiteiten in Groot-Brittannië en Europa. Een toer in 1969 voerde hen naar de USA. Vanaf 1977 kwam Davey Arthur de broers versterken, in 1993 verliet hij de band. In 1993 begon Finbar aan een solocarrière. Ook zijn zoon en dochter Martin Furey en Áine Furey zetten de traditie van muziek maken in de familie Furey voort en hebben al verschillende cd's op hun naam staan.

## Discografie
Finbar Furey en diverse albums
- The Wind and the Rain, Traditional Irish Pipe Music, 1997
- Traditonal Irish Pipe Music, 1969
- We Dreamed our Dreams - A Celebration of St. Patrick's Day, 2001
- Chasing Moonlight: Love Songs of Ireland, 2003 (met Martin en Áine Furey)
- New York Girls, 2003
- Peace & Enjoyment, Love & Pleasure - met Brian McNeill
- Finbar Furey - Prince of Pipers, 1974, (met uitvoerige uitleg over de uilleann pipes)
- Tomorrow we Part, Finbar Furey en Robert Stewart, 1976
- The Essential Fureys
- Sweetest Summer Rain
- The Finbar Furey Songbook
- 25th Anniversery Collection
- Folk Friends, 1978 (compilatiealbum)
- Folk Friends (2), 1981 (compilatiealbum)
- RTE Festival Folk volume I, 1982 (compilatiealbum)
- RTE Festival Folk, volume II, 1983 (compilatiealbum)
- RTE Festival Folk, volume III, 1984 (compilatiealbum)
- The Irish pipes of Finbar Furey, 1972
- Love Letters, 1990
- Aran, Celtic Gypsy Music, met Bob Stewart,1999
- We Dreamed our Dreams, A Celebration of St. Partrick's Day, (compilatiealbum), 2001

Eddie and Finbar Furey
- The lonesome Boatman, 1969
- The Dawning of the Day, 1972
- Four Green Fields, 1972
- Irish Pipe Music, Hornpipes, airs & reels, 1974
- A Dream in My Hand, 1974.
- Irish Folk Festival 1974, met vader Ted Furey en The Buskers
- The 2nd Irish Folk Festival on Tour, 1975
- I live not Where I Love, 1975
- The Farewell Album, 1976, (met Hannes Wader zang en gitaar)
- I Know Where I'm Going, met Paddie Bell 1976.
- The Town Is Not Their Own, 1981
- Finbar & Eddie Furey - The Collection

The Buskers, Ted Furey, and the Furey Family
- Ted Furey, Toss the Feathers, (met Brendan Byrne), 1969
- The Life of a Man, 1973, (met Brendan Leeson)
- The Buskers, 1974.
- The Furey Family, Intercord, 1977.

The Fureys and Davey Arthur
- Emigrant, Polydor, 1977.
- Morning on a Distant Shore, 1977.
- Banshee, Dolby, 1978.
- The Green Field of France, 1979
- The story of The Furey Brothers and Davey Arthur, 198
- When You Were Sweet 16, 1982
- In Concert, 1983
- Steal Away, Ritz, 1983.
- Golden Days, K-Tel, 1984.
- In Concert, Ritz, 1984.
- At the End of a Perfect Day, 1985.
- The First Leaves of Autumn, 1986.
- Red Rose Café/Irish Eyes/Sitting Alone, 1987,(EP)
- Dublin Songs, 1988
- Poor Man's Dream, 1988.
- The Scattering, 1988
- Wind of Change, 1992
- Claddagh Road, 1994
- Alcoholidays
- I Will Love You
- The Best of the Fureys and Davey Arthur, 1993.
- The Fureys Winds of Change, 1992.
- May We All Someday Meet Again, 1996.
- The Fureys Twenty Years On, 1999.
- The Essential Fureys, 2001.
- Chaplin Sings … The Fureys Sing Chaplin, 2002
- My Father's House, 2003
- At Home in Ireland (Video)

- Bibliothèque nationale de France: cb14179406p (data)
- Gemeinsame Normdatei: 134603249
- International Standard Name Identifier: 0000 0000 5516 9699
- Library of Congress Control Number: no92014213
- MusicBrainz: dfec4640-e9da-46b6-acc5-2b7a773d7c9c
- Nationale Bibliotheek van Israël: 987012412053005171
- Nederlandse Thesaurus van Auteursnamen: 097814628
- Virtual International Authority File: 29742522
- WorldCat: E39PBJkHrWgKXYYrW6cFyGJJjC